# SN 2010H
SN 2010H – supernowa typu Ia odkryta 16 stycznia 2010 roku w galaktyce IC 494. W momencie odkrycia miała maksymalną jasność 15,30m.